# بدون عنوان (فلم)
بدون عنوان فيلم مصري درامي رومانسي إنتاج عام 2009.

## قصة الفيلم
تدور أحداث الفيلم حول الفتاة البسيطة (بسنت) التي تعمل كنادلة في مطعم، تميل إلي الرومانسية وتبحث عن الحب الذي سيعوضها عن أيام الشقاء.

## الممثلين
- ميرنا المهندس ... بسنت
- علي الطيب ... نادر
- ماهر ماهر ... حسام
- دنيا المصري
- عمرو مدحت
- حسن عيد

## وصلات خارجية
- الصفحة الرسمية على قاعدة بيانات الأفلام العربية